# Ocellularia stictidea
Ocellularia stictidea är en lavart som först beskrevs av William Nylander och som fick sitt nu gällande namn av Antonín Vězda 1969. 
Ocellularia stictidea ingår i släktet Ocellularia och familjen Thelotremataceae. Inga underarter finns listade i Catalogue of Life.